# Mike Verstraeten
Michaël (Iron Mike) Johan Stefan Verstraeten (Mechelen, 12 augustus 1967) is een voormalig Belgisch voetballer. Verstraeten stond bekend als een harde verdediger, wat hem de bijnaam Iron Mike opleverde. Hij speelde onder meer voor Germinal Ekeren en RSC Anderlecht.
Verstraeten werd tien keer geselecteerd voor de Rode Duivels.
Na zijn carrière werd hij verkozen tot gemeenteraadslid voor de VLD in Vilvoorde. In 2006 kwam hij niet meer op.

## Statistieken
| seizoen | club            | land   | competitie     | wed. | goals |
| ------- | --------------- | ------ | -------------- | ---- | ----- |
| 1984/85 | KV Mechelen     | België | Jupiler League | 0    | 0     |
| 1985/86 | KV Mechelen     | België | Jupiler League | 4    | 0     |
| 1987/87 | KV Mechelen     | België | Jupiler League | 0    | 0     |
| 1987/88 | KV Mechelen     | België | Jupiler League | 0    | 0     |
| 1988/89 | KV Mechelen     | België | Jupiler League | 0    | 0     |
| 1989/90 | Beerschot       | België | Jupiler League | 30   | 1     |
| 1990/91 | Germinal Ekeren | België | Jupiler League | 31   | 2     |
| 1991/92 | Germinal Ekeren | België | Jupiler League | 31   | 1     |
| 1992/93 | Germinal Ekeren | België | Jupiler League | 29   | 1     |
| 1993/94 | Germinal Ekeren | België | Jupiler League | 31   | 5     |
| 1994/95 | Germinal Ekeren | België | Jupiler League | 31   | 4     |
| 1995/96 | Germinal Ekeren | België | Jupiler League | 28   | 3     |
| 1996/97 | Germinal Ekeren | België | Jupiler League | 25   | 2     |
| 1997/98 | Germinal Ekeren | België | Jupiler League | 26   | 2     |
| 1998/99 | Germinal Ekeren | België | Jupiler League | 9    | 0     |
| 1999/00 | RSC Anderlecht  | België | Jupiler League | 8    | 0     |
| 2000/01 | RSC Anderlecht  | België | Jupiler League | 0    | 0     |